# Momo The Glutton
Momo The Glutton fue el primer episodio de Star Street o Calle de las Estrellas. En este capítulo se introducen a los 12 personajes buenos principales, o sea los niños estrella, como a los villanos principales, los blup-blups y su jefe Momo.
En el Planeta Estrella, los niños estrella están en una fiesta celebrando el cumpleaños de Libby, con ella siendo el centro de atención del día, mientras se presentan al resto de los niños con algunas de sus peculiaridades, y entre ellos también está Luna (o Cancis), quien es la cocinera del grupo y está preparando la comida de la fiesta. Mientras tanto, en otro planeta lleno de basura, Momo y los Blup blups observan la celebración y planean obtener comida para el primero, jefe de estos últimos. Para ello, Momo ordena a Bloppo raptar a Luna con la justificación de que si se robaría la comida, se alimentaría a Momo por un día, pero si se robaría a la cocinera, se le alimentaría para siempre. Sin embargo, al ser raptada y llevada al planeta de los blup blups, Luna se da cuenta de que este esta lleno de basura y que no tiene nada que cocinar con eso, así que Momo decide cocinar comer a ella. Mientras, los niños estrella estaban enterados del rapto de Luna y Libby había pedido dos de tres deseos por su cumpleaños, así que esta pide el regreso de Luna con ellos, cumpliéndose el deseo justo en el momento en que estaba a punto de entrar a la olla. Momo, molesto, busca a los blups para que sean cocinados en la olla.
Luna sería llamada como tal solamente en este episodio, para ser llamada después como Cancis. Su nombre en el idioma original es Moon, inglés de la palabra “luna”, nombre del satélite espacial, el cual está relacionado con el horóscopo occidental. Luna tiene pinzas en vez de manos y dos antenas en la cabeza, los que la harían representar el signo de Cáncer.
- Datos: Q6021148